# TA' Box
|  | Denne artikel er oprettet af botten PalnaBot ud fra en ekstern database. Den kan derfor have sproglige fejl eller mangler. Denne skabelon kan fjernes efter kontrol af indholdet. |

TA' Box er en film instrueret af Peter Louis-Jensen.

## Handling
I sort/hvid ses bagning af en hash-kage. I farve ses samlingen af en TA'-Box-pose. Personernes ansigter ses aldrig - kun deres hænder. De to forløb parallelklippes.